# Rudolfstetten-Friedlisberg

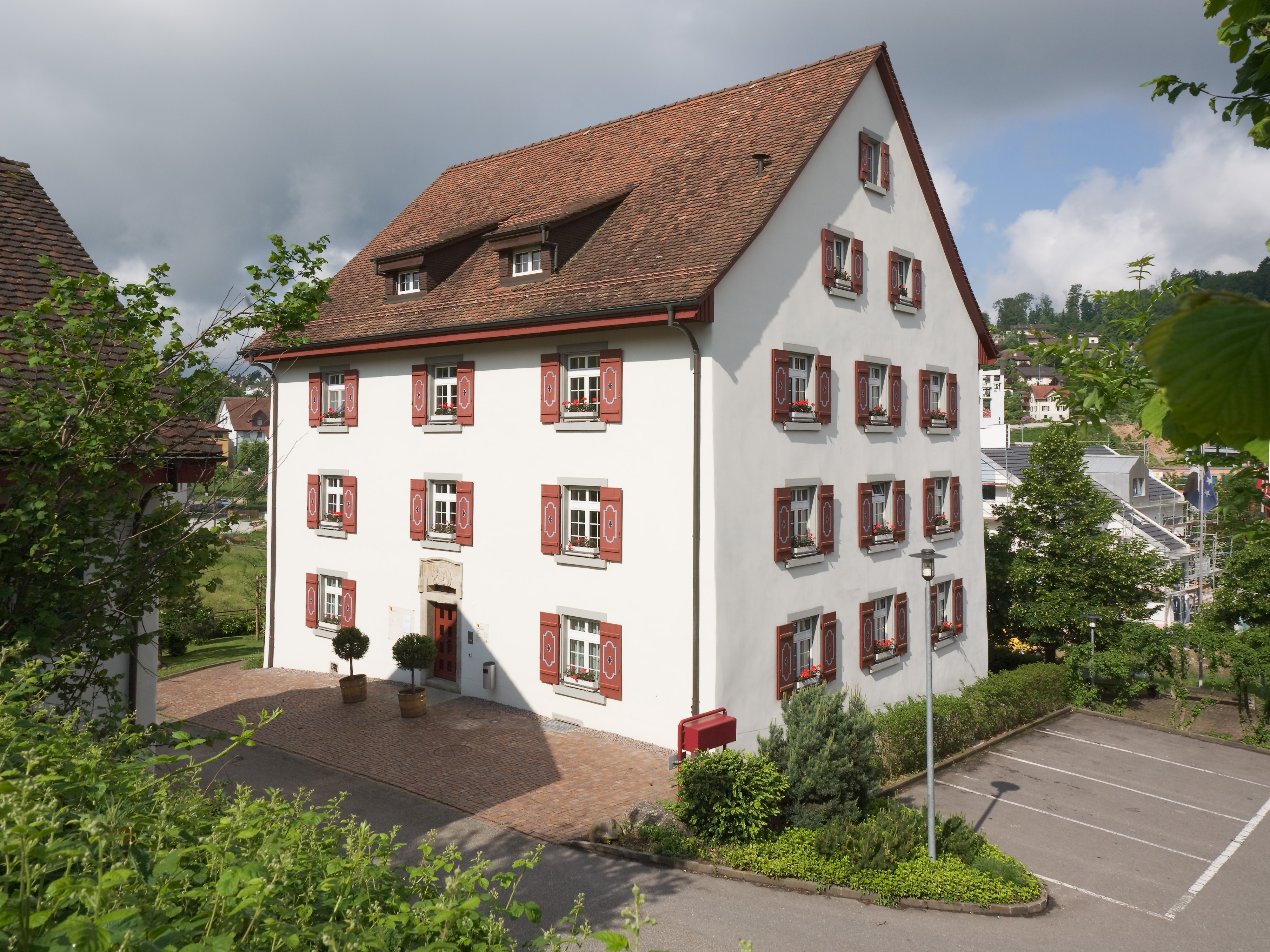
Kommunhuset i Rudolfstetten.

Rudolfstetten-Friedlisberg (schweizertyska: Ruädistettä-Friedlisbërg) är en kommun i distriktet Bremgarten i kantonen Aargau, Schweiz. Kommunen har 4 599 invånare (2023). Fram till 1953 kallades kommunen endast för Rudolfstetten.
Kommunen består dels av huvudorten Rudolfstetten (480 m ö.h.), dels av den mindre byn Friedlisberg på högslätten (600 m ö.h.) ovanför Rudolfstetten.